# Max Caster
Max Caster (Long Island, Nueva York, 31 de julio de 1989) es un luchador profesional y rapero estadounidense. Actualmente trabaja para la empresa All Elite Wrestling (AEW). Entre sus logros, destaca un reinado como Campeón Mundial en Parejas de AEW, y uno y el más largo como Campeón Mundial de Tríos de AEW. 

## Carrera

### Circuito independiente (2015-2020)
Caster entrenó con Brian Myers y Pat Buck en su Create A Pro Wrestling Academy e hizo su debut para la promoción de la escuela en febrero de 2015, convirtiéndose luego en el primer Campeón de CAP en diciembre de ese año. Luchó en el circuito independiente para una serie de promociones, incluida Combat Zone Wrestling.

### All Elite Wrestling (2020-presente)
Caster hizo su primera aparición en All Elite Wrestling el 23 de junio de 2020 en Dark, haciendo equipo con Luther y Serpentico cayendo derrotados contra Jurassic Express (Jungle Boy, Luchasaurus & Marko Stunt). Regresó con su nuevo compañero de equipo Anthony Bowens el 27 de octubre en Dark volviendo a perder ante Best Friends (Chuck Taylor y Trent). En noviembre de 2020, el presidente de AEW, Tony Khan, anunció que Caster, junto con Bowens, habían firmado un contrato de cinco años con la empresa. El anuncio también declaró que Bowens y Caster competirían como un equipo llamado The Acclaimed.
Caster y Bowens hicieron su primera aparición el 16 de diciembre en el episodio de Dynamite, derrotando a SCU. La semana siguiente, Caster y Bowens desafiaron sin éxito a The Young Bucks (Matt Jackson y Nick Jackson) por el Campeonato Mundial en Parejas de AEW. El 3 de marzo de 2021 en Dynamite, Caster derrotó a Preston Vancen "10" para clasificarse en el Ladder Match Face of the Revolution en Revolution. Sin embargo, en Revolution, el combate lo ganó Scorpio Sky.
El 4 de septiembre de 2022 Caster y Bowens tuvieron su oportunidad para luchar contra Keith Lee y Swerve Strickland por los Campeonatos Mundiales en Parejas de AEW en el evento pago por visión All Out, sin embargo fueron derrotados. El 21 de septiembre tuvieron su revancha contra Keith Lee y Swerve Strickland por los campeonatos en el evento Dynamite: Grand Slam en dónde finalmente vencieron a Lee y Strickland para coronarse por primera vez como los Campeones Mundiales en Parejas de AEW.

## Vida personal
Caster es hijo del exjugador de la NFL Rich Caster.

## Discografía
Mixtapes
- Critically Acclaimed, Vol.1 (2021)

## Campeonatos y logros
- All Elite Wrestling
  - AEW World Tag Team Championship (1 vez) – con Anthony Bowens
  - AEW World Trios Championship (1 vez) – con Anthony Bowens y Billy Gunn

- Create A Pro Wrestling
  - CAP Championship (2 veces)[13]
  - CAP Tag Team Championship (1 vez) – con Bobby Orlando & Bryce Donovan[14]

- New York Post
  - Luchador revelación masculino del año (2022) compartido con Anthony Bowens[15]

- National Wrestling League
  - NWL Heavyweight Championship (1 vez)[16]

- Pro Wrestling Illustrated
  - Situado en el puesto N°171 del PWI 500 de 2022[17]

- Wrestling Observer Newsletter
  - Most Improved (2022) con Anthony Bowens como The Acclaimed[18][19]